# كمان لسفل (الملاح)

تعديل مصدري - تعديل

كمان لسفل هي إحدى قرى عزلة الملاح بمديرية الملاح التابعة لمحافظة لحج، بلغ تعداد سكانها 24 نسمة حسب تعداد اليمن لعام 2004.